# Memoriál Alfreda Nikodéma

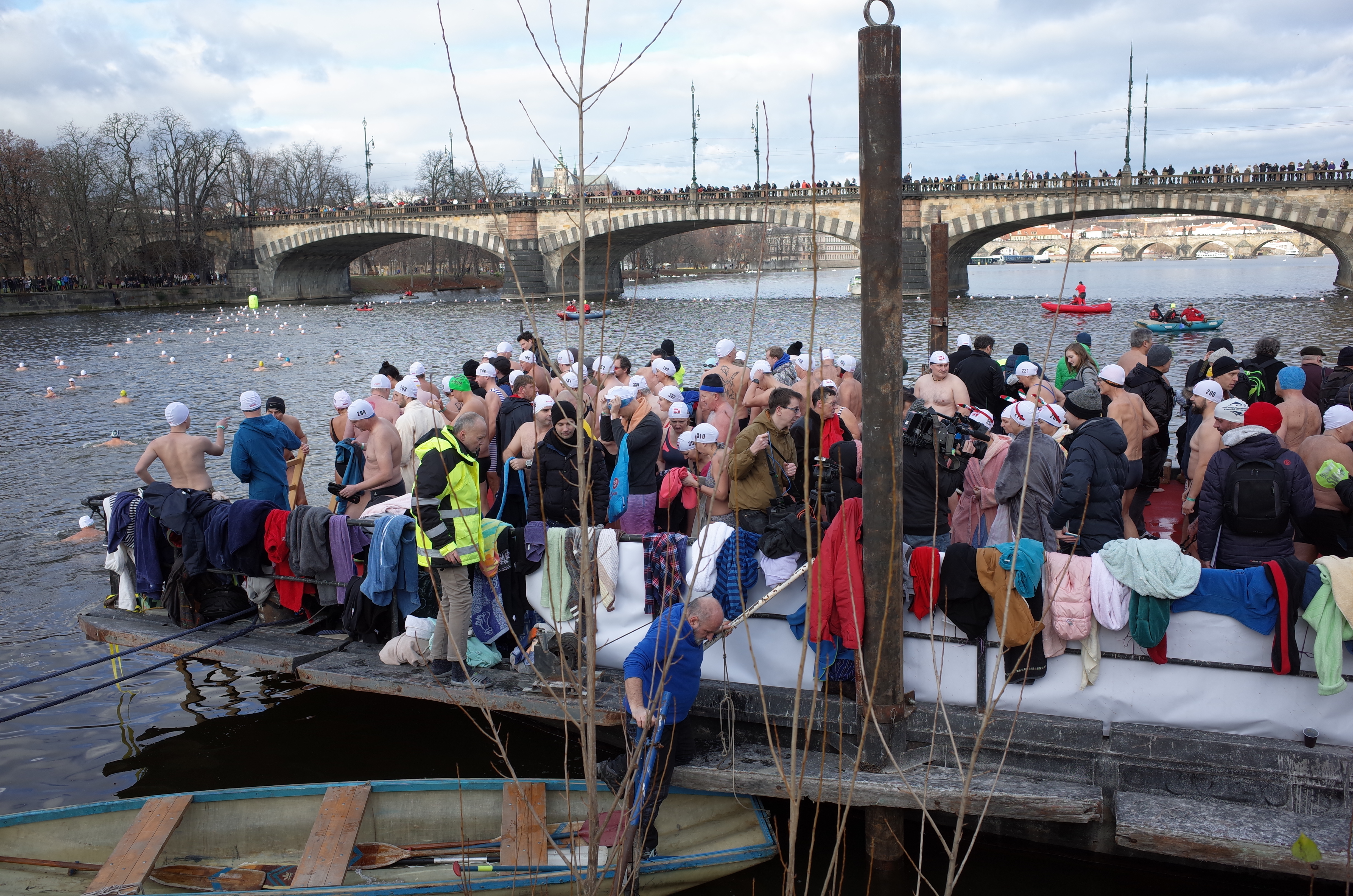
Foto z Memoriálu Alfreda Nikodéma 26.12. 2019

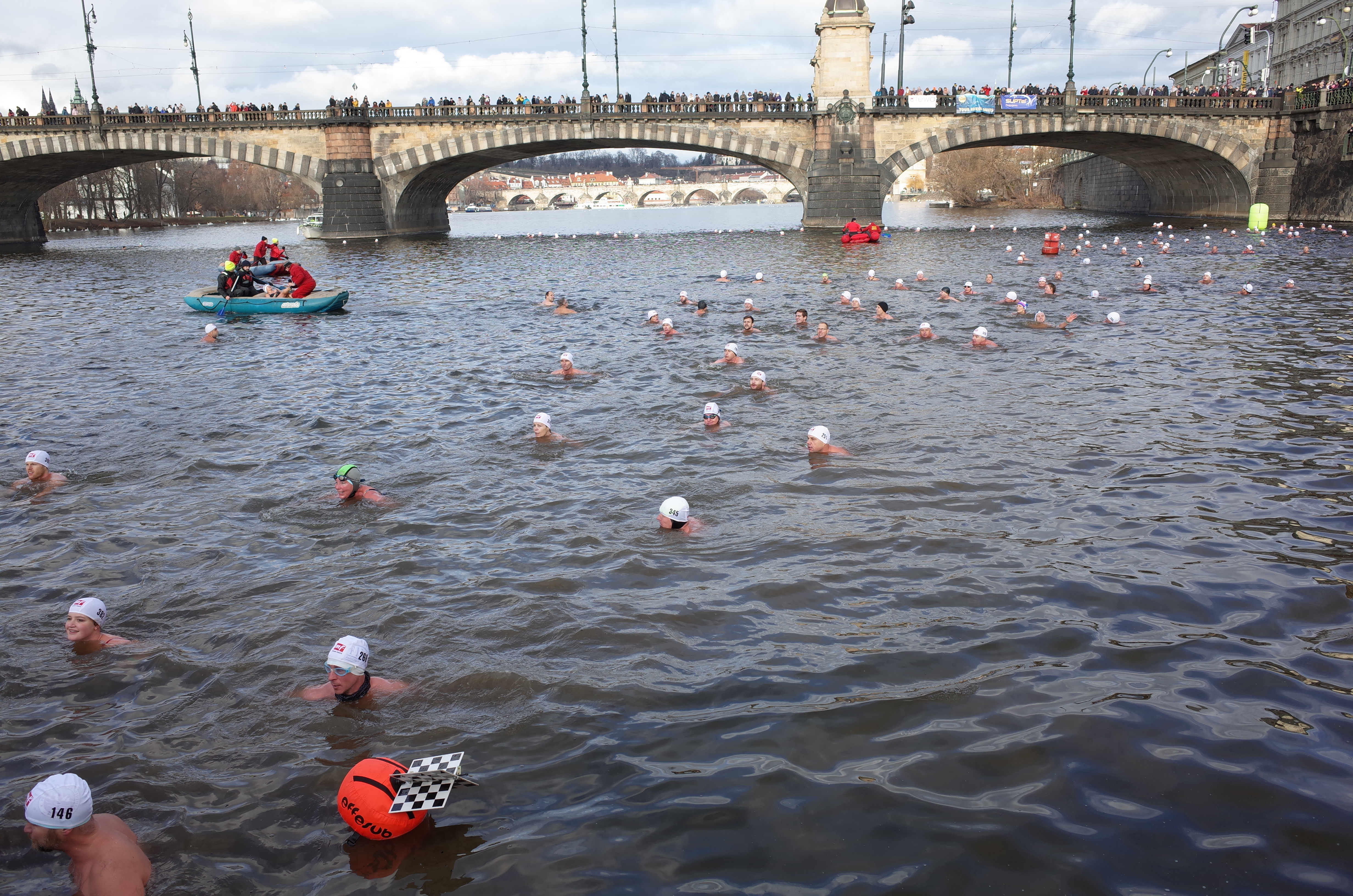
Fotografie z Memoriálu Alfreda Nikodéma 26.12.2019

Memoriál Alfreda Nikodéma je každoroční otužilecká plavecká akce, která se koná na řece Vltavě u Národního divadla. První ročník se uskutečnil 21. 12. 1947. Současný název nese akce od roku 1949 na počest zakladatele otužování v Československu, kterým byl Alfred Nikodém. Memoriál Alfreda Nikodéma je součástí Českého poháru zimního plavání a pořádá ho 1. plavecký klub otužilců Praha.